# José Henrique
José Henrique Rodrigues Marques (Arrentela, 1943. május 18. –) válogatott portugál labdarúgó, kapus, edző.

## Pályafutása

### Klubcsapatban
1961 és 1964 között az Amora, 1964–65-ben a Seixal, 1965–66-ban az Atlético labdarúgója volt. 1966 és 1979 között a Benfica csapatában védett. 1971-ben kölcsönben a kanadai Toronto Metrosban szerepelt. A Benficával nyolc portugál bajnoki címet és három kupagyőzelmet ért el. Tagja volt az 1967–68-as idényben a BEK-döntős együttesnek. 1979 és 1981 között a Nacional játékosa volt. 1981–82-ben a Covilhã játékos-edzőjeként fejezte be az aktív játékot.

### A válogatottban
1969 és 1973 között 15 alkalommal szerepelt a portugál válogatottban.

## Sikerei, díjai
Benfica
- Portugál bajnokság (Primeira Liga)
  - bajnok (8): 1967–68, 1968–69, 1970–71, 1971–72, 1972–73, 1974–75, 1975–76, 1976–77
- Portugál kupa (Taça de Portugal)
  - győztes (3): 1969, 1970, 1972
- Bajnokcsapatok Európa-kupája (BEK)
  - döntős: 1967–68